# Hoot (EP)
Pour les articles homonymes, voir Hoot.
Albums de Girls' Generation
Oh!
(2010) The Boys
(2011)
EPs par Girls' Generation
Tell Me Your Wish (Genie)
(2009) Mr.Mr.
(2014)
Singles
1. Hoot
Sortie : 25 octobre 2010

Hoot (en Hangeul: 훗) est le troisième mini-album du groupe sud-coréen Girls' Generation. L'album est sorti le 27 octobre 2010 en Corée du Sud.

## Liste des titres
| Hoot  | Hoot                   | Hoot             | Hoot                | Hoot  | Hoot | Hoot | Hoot | Hoot | Hoot |
| No    | Titre                  | Paroles          | Musique             | Durée |      |      |      |      |      |
| ----- | ---------------------- | ---------------- | ------------------- | ----- | ---- | ---- | ---- | ---- | ---- |
| 1.    | Hoot (훗)              | John Hyunkyu Lee | Alex James          | 3:18  |      |      |      |      |      |
| 2.    | Mistake (내 잘못이죠)  | Kwon Yuri        | Cheryl Yie, Jean Na | 4:07  |      |      |      |      |      |
| 3.    | My Best Friend (단짝)  | Wheesung         | Carsten Lindberg    | 3:24  |      |      |      |      |      |
| 4.    | Wake Up (일어나)       | Kim Boo-min      | Hitchhiker          | 3:15  |      |      |      |      |      |
| 5.    | Snowy Wish (첫눈에...) | Hwang Hyun       | Hwang Hyun          | 3:28  |      |      |      |      |      |
| 17:34 |                        |                  |                     |       |      |      |      |      |      |